# Седдон (Австралия)
Седдон (англ. Seddon) — пригород города Мельбурна, штат Виктория, Австралия, в 7 км. (4,3 мили) к западу от центрального делового района Мельбурна, расположенный в районе местного самоуправления города Марибирнонг. По данным переписи 2021 года, Седдон имеет численность населения в 5143 человека.

## История
Изначально создан под названием Белгравия. Был переименован позднее в честь известного политического деятеля Ричарда Cеддона, проживавшего там свыше 10 лет. Официально объявлен пригородом в 1906 году. Расположенный к югу от Футскрэя и к северу от Ярравиля, Седдон раньше был полупромышленным рабочим пригородом. В последние годы в Седдоне произошла стремительная джентрификация из-за его непосредственной близости к центру Мельбурна. В Седдоне много небольших садов, парков и игровых площадок, разбросанных по всему пригороду.
В городе есть команда по австралийскому футболу «Ярравиль-Седон», участвующая в   Футбольной лиге Западного региона.